# Megapenthes (Sparta)
Megapenthes (greaca veche: Μεγαπένθης) a fost fiul nelegitim al lui Menelau, el fiind născut de o concubină a regelui Spartei în timpul războiului troian. Ajungând rege după moartea tatălui său, Megapenthes a exilat-o pe Elena - mama sa vitregă - departe de țară, cel mai probabil pe insula Rhodos.